# Mihail Timofejevič Kalašnikov
Mihail Timofejevič Kalašnikov (rusko Михаи́л Тимофе́евич Кала́шников), sovjetski konstruktor, inženir in general, * 10. november 1919, Kurja, Altajska gubernija, Sovjetska zveza, danes Altajski okraj, Rusija, † 23. december 2013, Iževsk, Udmurtija, Rusija.
Mihail Kalašnikov je predvsem znan kot konstruktor jurišne puške AK-47 in posledično celotne družine AK.

## Vojaška kariera
- povišan v polkovnika (1969)
- povišan v generalmajorja (1994)

## Priznanja
Odlikovanja in nagrade
- Stalinova nagrada (1949)
- heroj socialističnega dela (1958, 1976)
- Leninova nagrada (1964)
- red Lenina
- red rdeče zastave
- red Domovinske vojne 1. razreda
- red rdeče zvezde
- red Za odlične zasluge za domovino (1994)